# Oost-Vlaams witrood

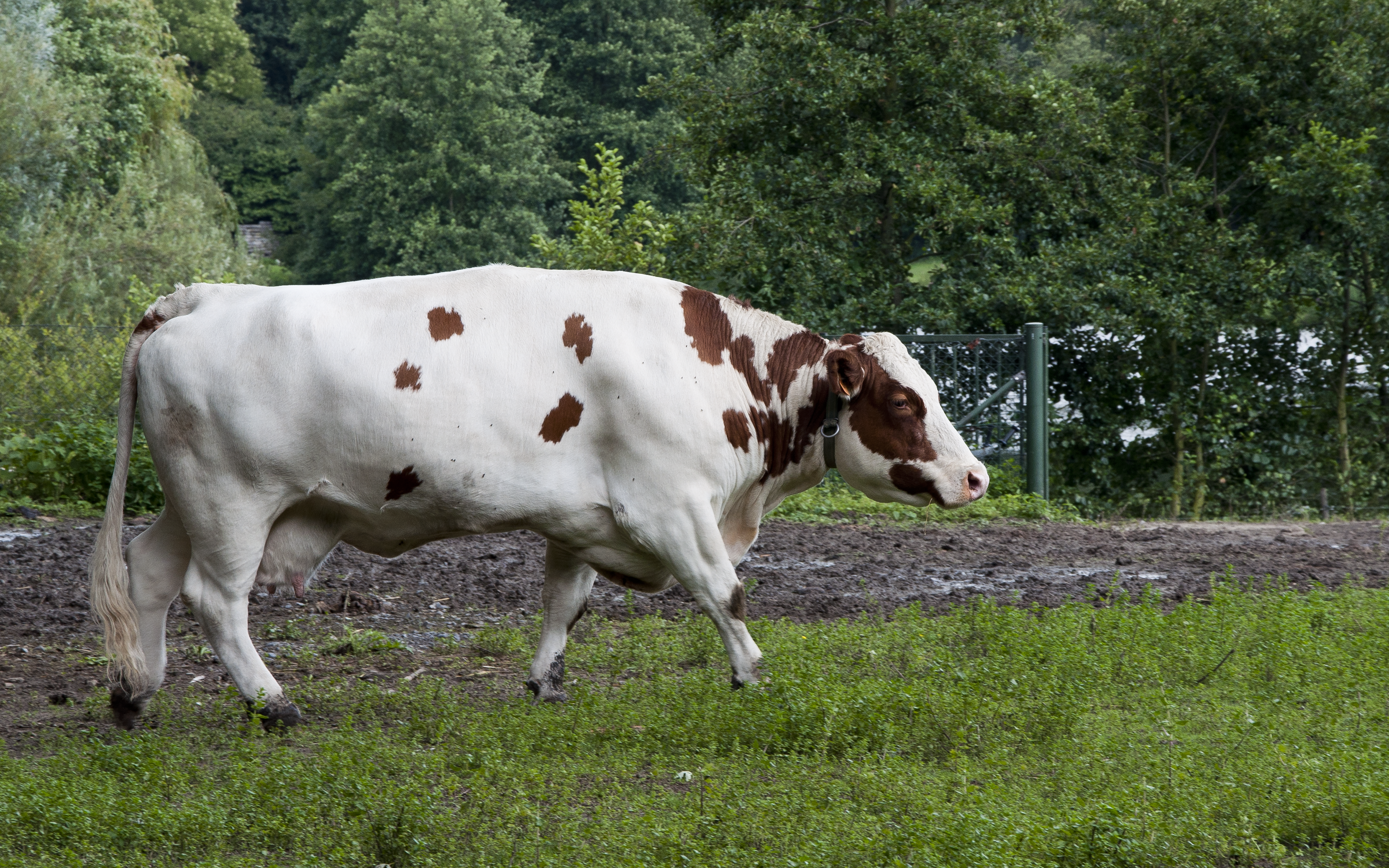
Oost-Vlaams witrood in Puyenbroeck

Oost-Vlaams witrood is een Belgisch runderras ontstaan uit kruisingen van runderen die in de streek rond de Dender voorkwamen met de Engelse Shorthorn.
Oost-Vlaams witrood heeft typisch een roodgekleurde kop terwijl de romp en poten kleine rode vlekken vertonen. Het is een dubbeldoelras wat betekent dat het rund geschikt is voor melk- en vleesproductie.